# Сани, Тибор
Тибор Сани (венг. Szanyi Tibor; 13 июля 1956, Будапешт) — венгерский политик и экономист, депутат Европейского парламента в 2014—2019 годах.

## Биография
В 1980 году окончил факультет внешней торговли в Университете экономики им. К. Маркса в Будапеште. В 1988 году он получил докторскую степень по экономике в том же университете.
В 80-х он работал венгерским представителем в Организации по продовольствию и сельскому хозяйству Организации Объединенных Наций. В 90-х годах работал в сельскохозяйственных компаниях и бизнес-организациях, в числе был секретарем Венгерской палаты предпринимателей.
В 1998 году он присоединился к посткоммунистической Венгерской социалистической партии. В 1998 году он впервые избран депутатом национального собрания, был переизбран в 2002, 2006 и 2010 годах. В 2002—2004 годах он был заместителем министра сельского хозяйства, а в 2006 году он занимал должность заместителя министра экономики.
В 2010 году он избран членом Национального совета Социалистической партии (до 2014 года). В 2012 году участвовал в выборах партийного руководителя, но уступил Аттиле Мештерхази. На выборах в Европарламент 2014 года возглавлял список ВСП. В 2018—2019 годах был заместителем председателя этой партии, однако уже в марте 2020 года принял участие в создании новой политической силы левого толка — Движения «Да солидарность за Венгрию» (Igen Szolidaritás Magyarországért Mozgalom, ISZOMM).